# Archytas biezankoi
Archytas biezankoi är en tvåvingeart som beskrevs av Guimaraes 1961. Archytas biezankoi ingår i släktet Archytas och familjen parasitflugor. Inga underarter finns listade i Catalogue of Life.